# Ivan Brown
Ivan Elmore Brown (ur. 17 kwietnia 1908 w Keene Valley, zm. 22 maja 1963 w Hartford) – amerykański bobsleista.
Brown razem z Alanem Washbondem zdobył złoty medal na Zimowych Igrzyskach Olimpijskich 1936 w ślizgu dwójek.